# Drive (2011)
Drive is een Amerikaanse misdaad-dramafilm uit 2011 onder regie van Nicolas Winding Refn. Het verhaal hiervan is gebaseerd op dat uit een gelijknamig boek uit 2005 van James Sallis. De film werd genomineerd voor de Oscar voor beste geluidsmontage, de Golden Globe voor beste bijrolspeler (Albert Brooks) en de BAFTA Awards voor beste film, beste regisseur, beste montage en beste bijrolspeelster (Carey Mulligan). Meer dan veertig andere prijzen werden Drive daadwerkelijk toegekend, waaronder de prijs voor beste regisseur van het Filmfestival van Cannes 2011 en de Satellite Awards voor beste regisseur, beste geluidsmontage, beste hoofdrolspeler (Ryan Gosling) en beste bijrolspeler (Brooks).

## Verhaal
De zwijgzame automonteur en parttime filmstuntman Driver verdient zijn geld deels als in te huren vluchtwagenchauffeur voor overvallers. Nadat hij zijn buurvrouw Irene ontmoet, laat hij haar bij hoge uitzondering toe in zijn leven. Hij krijgt zodoende warme gevoelens voor haar en raakt gesteld op haar zoontje Benicio. Wanneer Irenes man Standard Gabriel vrijkomt uit de gevangenis met een grote schuld aan Albanese criminelen, zet Driver daarom alles op alles om Irene en Benicio te beschermen. Dit draait uit op een mislukte overval en de dood van Gabriel als gevolg daarvan. De opdrachtgevers voor de overval gaan achter Driver aan om via hem het geld terug te krijgen.

## Rolverdeling
- Ryan Gosling - Driver
- Carey Mulligan - Irene
- Bryan Cranston - Shannon
- Albert Brooks - Bernie Rose
- Oscar Isaac - Standard
- Christina Hendricks - Blanche
- Ron Perlman - Nino
- Kaden Leos - Benicio
- Jeff Wolfe - Tan Suit
- James Biberi - Cook
- Russ Tamblyn - Doc